# Bellovaci

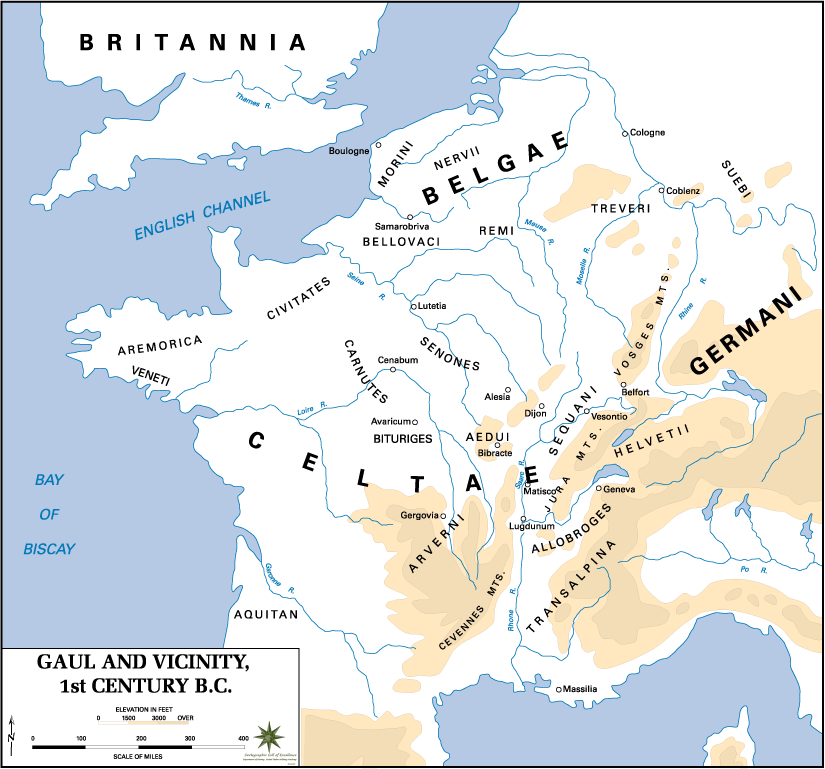
Mappa della Gallia nel I secolo a.C.

I Bellovaci erano una delle più potenti e numerose tribù della Gallia Belgica nord-orientale conquistata da Gaio Giulio Cesare nel 57 a.C. Il loro nome sopravvive nella Francia odierna nella città di Beauvais (circa 77,6 km a nord di Parigi), la romana Caesaromagus. Il loro territorio si estendeva da Beauvais al fiume Oise, lungo la costa, e confinava con i territori dei Morini e degli Ambiani. 
La Campagna militare di Cesare si svolse nella foresta di Compiègne, in un'area che era stata occupata dai Suessioni e che i Bellovaci volevano conquistare, una situazione che spaventava il Proconsole. I Bellovaci misero in atto una strategia di guerriglia, andando a colpire soprattutto i rifornimenti romani, a cui Cesare rispose cercando di portare allo scontro campale i nemici. Dopo alterne vicende il Proconsole riuscì a sconfiggerli e a sottometterli (57 a.C.).